# Лопеш Роша, Жозе Анибал
Жозе Анибал Лопеш Роша (род. 12 июля 1948, Макокола, Ангола) — ангольский политик, член партии Народное движение за освобождение Анголы

## Биография
Родился 12 июля 1948 года в Макоколе.

## Должности
Некоторые должности, которые занимал Лопеш Роша:
- министр территориального управления Анголы в правительстве Жозе Эдуарду душ Сантуша (1994);
- губернатор Луанды (1997–2002);
- губернатор Кабинды (2002–2009).